# Karpîlivka, Bilohirea
Karpîlivka (în ucraineană Карпилівка) este un sat în comuna Mala Borovîțea din raionul Bilohirea, regiunea Hmelnîțkîi, Ucraina.

## Demografie
Componența lingvistică a localității Karpîlivka
     Ucraineană (100%)
Conform recensământului din 2001, toată populația localității Karpîlivka era vorbitoare de ucraineană (100%).